# Merindad de Cuesta-Urria
Merindad de Cuesta-Urria ist eine spanische Gemeinde (municipio) in der Provinz Burgos der Autonomen Gemeinschaft Kastilien und León mit 270 Einwohnern (Stand: 2024). Die Gemeindeverwaltung befindet sich in Nofuentes.

## Lage
Merindad de Cuesta-Urria liegt etwa 80 Kilometer nordnordöstlich der Provinzhauptstadt Burgos zwischen dem Parque Natural Hoces del Alto Ebro y Rudrón und dem Parque Natural Montes Obarenes San Zadornil. Durch die Gemeinde fließt der Río Nela.

## Dörfer und Weiler der Gemeinde
- Ael
- Almendres
- Baíllo
- Casares
- Cebolleros
- Extramiana
- Hierro
- Lechedo
- Mijangos
- Nofuentes
- Paralacuesta
- Pradolamata
- Quintana-Entrepeñas
- Quintanalacuesta
- Quintanilla-Montecabezas
- Las Quintanillas
- San Cristóbal de Almendres
- Santa Coloma
- Urria
- Valdelacuesta
- Valmayor de Cuesta Urria
- Villamagrín
- Villapanillo
- Villavedeo

## Bevölkerungsentwicklung
| Jahr      | 1970 | 1981 | 1991 | 2001 | 2011 | 2021 |
| Einwohner | 1221 | 748  | 602  | 514  | 421  | 284  |

## Sehenswürdigkeiten
- Klarissenkonvent in Nofuentes
- Kirche St. Ciprianus und St. Cornelius in Cebolleros
- Kirche St. Antolín in Baíllo
- Liebfrauenkirche in Extramiana
- Schloss La Cuevas in Cebolleros, Monumento Histórico-Artístico
- Torbefestigung von Villapanillo
- Rathaus von Nofuentes

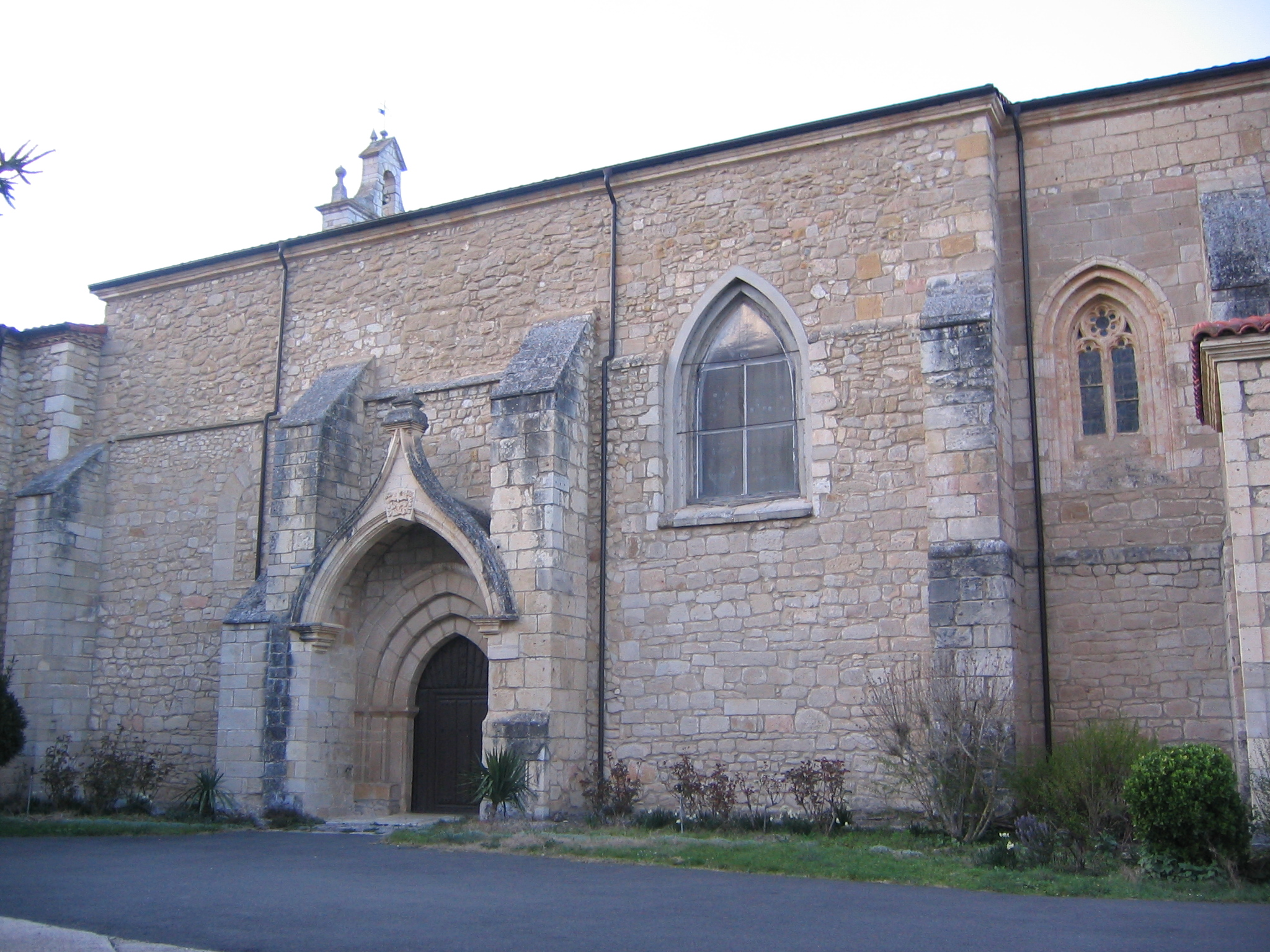
Klarissenkonvent
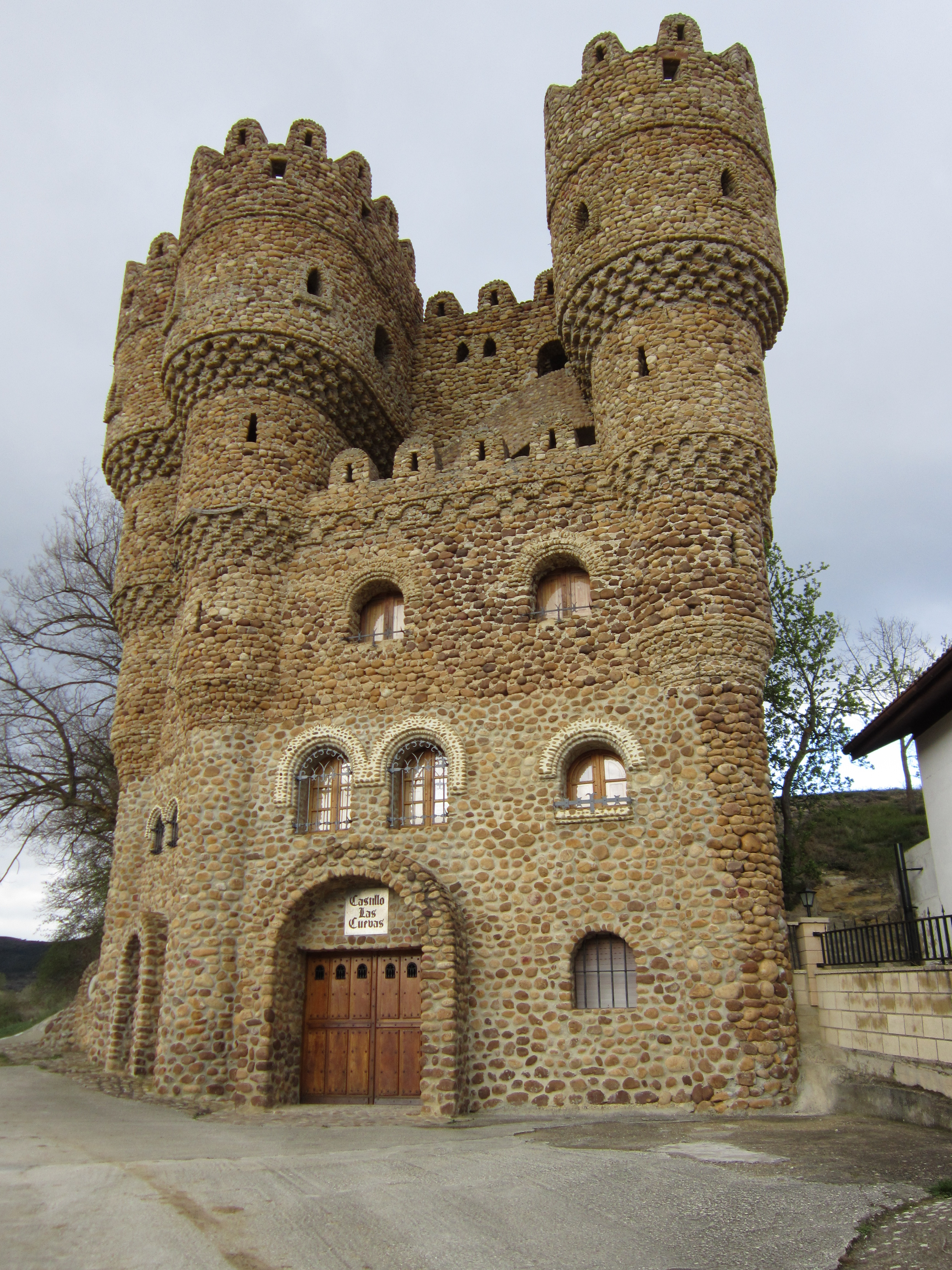
Schloss La Cuevas in Cebolleros
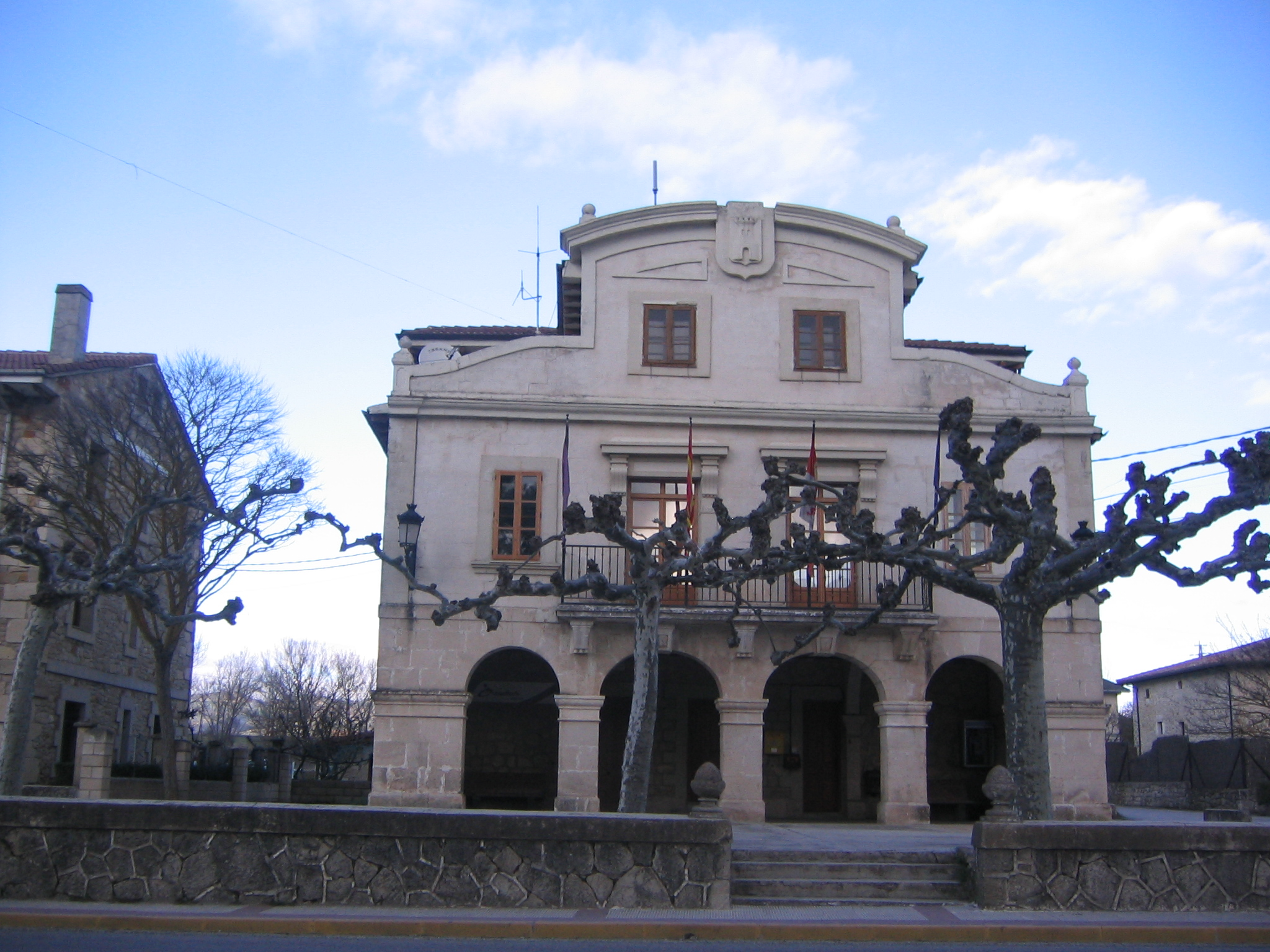
Rathaus in Nofuentes

## Persönlichkeiten
- Concepción Sainz-Amor Alonso de Celada (1897–1994), Lehrerin und Schriftstellerin